# Roberto Bucci
Roberto Bucci ist ein san-marinesischer Politiker. Er war 1990 Capitano Reggente (Staatsoberhaupt) und von 2000 bis 2001 Minister für Territorium von San Marino.

## Leben
Roberto Bucci begann seine politische Laufbahn im Partito Comunista Sammarinese (PCS), auf dessen Liste er 1988 in das san-marinesische Parlament, den Consigli Grande e Generale, gewählt wurde. Vom 1. April bis 1. Oktober 1990 wurde er gemeinsam mit Cesare Antonio Gasperoni zum Capitano Reggente, dem Staatsoberhaupt von San Marino, gewählt. 1990 nannte sich der PCS in Partito Progressista Democratico Sammarinese (PPDS) um. Bucci wurde 1993 auf der Liste des PPDS und 1998 auf der gemeinsamen Liste von PPDS, Idee in Movimento und Convenzione Democratica wieder ins Parlament gewählt.  Im 26. Kabinett war er von 2000 bis 2001 Minister für Territorium, Umwelt, Landwirtschaft und Zivilschutz (Segretario di Stato per il Territorio, l’Ambiente, l’Agricultura e la Protezione Civile). Der PPDS schloss sich 2001 mit den Riformisti Democratici und den Socialisti Idee in Movimento zum Partito dei Democratici (PdD) zusammen. Bucci wurde auf der Liste des PdD 2001 erneut ins Parlament gewählt. und wurde Fraktionsvorsitzender (Capogruppo) des PdD. Im Jahr 2005 vereinigten sich PdD und der Partito Socialista Sammarinese zum Partito dei Socialisti e dei Democratici (PSD). Bei der Parlamentswahl 2006 kandidierte Bucci für den PSD, verfehlte jedoch den Einzug ins Parlament. Am 14. Februar 2007 rückte er nach dem Rücktritt von Alvaro Selva in den Consiglio Grande e Generale nach. Im November 2017 wurde Bucci in den Parteivorstand (Consiglio Direttivo) des PSD gewählt. Bei der folgenden Wahl 2008 kandidierte Bucci nicht mehr.